# Żółwiniec (województwo kujawsko-pomorskie)
Żółwiniec – osada leśna w Polsce, położona w województwie kujawsko-pomorskim, w powiecie tucholskim, w gminie Gostycyn. Osada wchodzi w skład sołectwa Łyskowo.
W latach 1975–1998 miejscowość administracyjnie należała do województwa bydgoskiego.